# 福浦灯台
福浦灯台（ふくらとうだい）は、石川県羽咋郡志賀町（旧富来町）にある灯台。
地元では通称 『新灯台』と呼ばれている。

## 概要
- 航路標識番号：1101 [F7220]
- 位置：北緯37度4分40.26秒 東経136度43分10.50秒 / 北緯37.0778500度 東経136.7195833度
- 所在地：石川県羽咋郡志賀町（旧富来町）
- 塗色・構造：白色、塔形、コンクリート造
- 灯器：回転灯器
- 灯質：単閃白光、毎12秒に1閃光
- 実効光度：250,000cd
- 光達距離：15.5海里（約29km）
- 明弧：350度から210度
- 塔高（地上から塔頂）：15.2m
- 灯火標高（平均海面から灯火）：28.0m
- 初点灯：1952年（昭和27年）
- 管轄：海上保安庁第九管区海上保安本部

## 歴史
福浦灯台が設置される1952年（昭和27年）まで、福浦港では日本最古の木造灯台である旧福浦灯台が使用されていた。